# Ядерна енергетика Лівії
Лівія стала членом МАГАТЕ у 1963 році.
У Лівії є дослідницький реактор радянської розробки потужністю 10 МВт у Таджурі, побудований у 1981 році за підтримки Харківського фізико-технічного інституту.
Наприкінці 1970-х років Лівія підписала контракт з радянською атомною компанією «Атоменергоекспорт» на два реактори ВВЕР-440, кожен з яких виробляє 440 мегават (МВт) електроенергії в затоці Сірт. Реактори мали подвійне призначення для виробництва електроенергії та опріснення морської води. Оскільки Лівія була незадоволена технологією, яку СРСР хотів надати їм, бельгійську атомну компанію Belgonucleaire попросили взяти на себе контракт. Однак через заперечення Сполучених Штатів через занепокоєння щодо зловживання розробкою ядерної зброї Belgonucleaire відмовився, і Лівія знову звернулася до СРСР. Зрештою проект було зупинено на етапі його планування в 1986 році.
У 2006 році Лівія і Франція підписали угоду про мирне використання атомної енергії, а в липні 2007 року вони підписали меморандум про взаєморозуміння щодо будівництва атомної станції середнього розміру з реактором Areva для опріснення морської води. Проти цієї угоди виступила Німеччина. Після цього був підписаний меморандум з Канадою про обмін ядерною медициною, технологіями опріснення води та співпрацю в галузі досліджень ядерної енергії.
У 2010 році, перед смертю Муаммара Каддафі, Лівія підтвердила, що має намір створити ядерну енергетику.

## Перелік реакторів
| Назва | Блок №. | Реактор | Реактор      | Статус       | Чиста потужність (MW) | Початок будівництва | Комерційне використання | Закриття |
| Назва | Блок №. | Тип     | Модель       | Статус       | Чиста потужність (MW) | Початок будівництва | Комерційне використання | Закриття |
| ----- | ------- | ------- | ------------ | ------------ | --------------------- | ------------------- | ----------------------- | -------- |
| Сирт  | 1       | PWR     | ВВЕР-440/318 | Не будувався | 440                   |                     |                         | 1986     |
| Сирт  | 2       | PWR     | ВВЕР-440/318 | Не будувався | 440                   |                     |                         | 1986     |